# Natalie Trundy
Natalie Trundy est une actrice américaine née le 5 août 1940 à Boston, Massachusetts (États-Unis) et morte le 5 décembre 2019 à Los Angeles.

## Filmographie
- 1957 : Une histoire de Monte Carlo (The Monte Carlo Story) : Jane Hinkley
- 1957 : The Careless Years : Emily Meredith
- 1960 : Walk Like a Dragon : Susan
- 1960 : Thriller (série TV)
- 1962 : La Quatrième Dimension - La vallée de l'ombre (Valley of shadow) - Saison 4 - Épisode 3 : Ellen Marshall
- 1962 : M. Hobbs prend des vacances (Mr. Hobbs takes a vacation) : Susan
- 1970 : Le Secret de la planète des singes (Beneath the Planet of the Apes) : Albina
- 1971 : Les Évadés de la planète des singes (Escape from the Planet of the Apes) : Dr. Stephanie Branton / Stevie
- 1972 : La Conquête de la planète des singes (Conquest of the Planet of the Apes) : Lisa
- 1972 : A Great American Tragedy (en) (TV) : Paula Braun
- 1973 : La Bataille de la planète des singes (Battle for the Planet of the Apes) : Lisa (Caesar's wife)
- 1974 : Huckleberry Finn : Mrs. Loftus